# Tessiner Zeitung
Die Tessiner Zeitung ist die einzige deutschsprachige Zeitung, die im italienischsprachigen Kanton Tessin herausgegeben wird.

## Geschichte
Gegründet wurde die Zeitung 1908 vom Locarneser Verleger Pietro Giugno. Das Blatt verstand sich anfangs als Organ der rund 6000 Deutschschweizer im Tessin, die meisten Angestellte der Gotthardbahn. Damals warf es den Tessinern «fremdeidgenössische Haltung» vor, was zu einiger Verstimmung führte und, neben anderen Gründen, die Rivendicazioni ticinesi (dt. «Tessiner Forderungen») des Tessiner Staatsrats an den Bundesrat zur Folge hatte, zumal das Blatt gegenüber den Tessinern einen überheblichen und schulmeisterlichen Ton anschlug. Nach dem Ersten Weltkrieg lancierte Hermann Aellen, Redaktor der Tessiner Zeitung von 1913 bis 1915, sie 1921 unter dem Namen Südschweiz neu. Aellen war bis 1923 und noch einmal von 1935 bis 1939 Redaktor der Zeitung.
1926 ging sie an die Buch- und Kunstdruckerei Richterswil, wurde aber ab 1948 wieder in Locarno gedruckt. 1967 übernahm die Druckerei Carminati (heute Rezzonico Editore) in Locarno die Zeitung. 1987 benannte Raimondo Rezzonico, der Vater des aktuellen Verlegers Giò Rezzonico, das Blatt wieder in Tessiner Zeitung um.
Aus dem ursprünglich zweimal und dann über einige Jahre dreimal wöchentlich erscheinenden Blatt wurde 2006 eine Wochenzeitung. 2012 lancierte die Tessiner Zeitung zusammen mit den wichtigsten Tourismusanbietern im Tessin die Internetplattform TicinoWeekend. Die Plattform TicinoTopTen ergänzt das touristische Informationsangebot im deutschsprachigen Raum und wird in enger Verbindung mit der Tessiner Zeitung präsentiert.
Die Zeitung erscheint in zwei Teilen: Der erste widmet sich dem aktuellen Tagesgeschehen im Tessin und dem italienischen Grenzgebiet, der zweite gibt einen Überblick über kulturelle Veranstaltungen und Freizeittipps. Im Frühling, Sommer und Herbst gibt es je eine Sonderausgabe mit Fokus auf den Tourismus.
Die WEMF-beglaubigte Auflage beträgt 6'519 (Vj. 6'544) verkaufte bzw. 6'640 (Vj. 6'550) verbreitete Exemplare, der Jahresumsatz beträgt knapp zwei Millionen Schweizer Franken.